# 次經
次經（又称為次正经，区别于「首正经」；原文有隱藏、隱密的意思，引申為「神秘經典」之意），或稱為旁經、副经、後典或外典，是指幾部存在於希臘文七十士譯本，但不存在於希伯来聖經的著作。一般認為，這些著作由猶太教的抄經士在後期加入，或在翻譯的過程裡納入正典。但是也有幾卷的亞蘭文和希伯來文的抄本在死海古卷中被發現。次經不同於偽經，偽經的內容被正統神學認為是否定基督的救恩，冒用他人之名寫作，並且與聖經的主要內容相違背或衝突；而次經只是未被納為新教認可為舊約正典的猶太教著作。
对于次經的权威地位，教会中存在两种意见。其一以希波的奥古斯丁為代表，認爲次經乃是聖經的一部分；而另一种觀點則更嚴格认为次經在權威上不及希伯来文聖經，只能用作信徒道德的教化，或研究教義的參考，而不能作为教义信仰的依据。耶柔米在他所翻译的圣经拉丁文武加大译本的译序中阐述了后一种观点。后世亦有一些教父和经院学者也都持这两种观点。但天主教會與東正教會一直以來，皆視次經為聖經的一部份，理由是世紀初已是如此。
马丁·路德整理翻译圣经时，追随耶柔米的意见，只把次經放在後頁作為附件，但未有刪除。現代主流新教只使用了傳統的塔納赫（希伯來聖經），公元90年雅麦尼亚会议所制定的希伯來文本作為聖經的舊約部分，认为次經没有希伯来文原始經文作為依据，而是以希腊文或亞蘭文寫作、紀錄或整理而成，故欠缺权威性。目前天主教會、東正教會的《旧约聖經》版本包含次经的内容，而新教的聖公宗、循道宗、信义宗将次經放于旧约和新约之间，新教的归正宗和浸信宗等教派则无次經。

## 次經列表

### 旧约次經
《旧约圣经》當中次經有十六卷，他們在新教及天主教會聖經裡的汉语译名及英語译名茲詳列如下：
| 新教中文譯名                           | 天主教會中文譯名                     | 英文譯名      |
| -------------------------------------- | ------------------------------------ | ------------- |
| 以斯拉續篇上卷                         | 厄斯德拉前書                         | ; 1 Esdras    |
| 以斯拉續篇下卷                         | 厄斯德拉後書                         | ; 2 Esdras    |
| 多比傳                                 | 多俾亞傳                             |               |
| 猶滴傳                                 | 友弟德傳                             |               |
| 馬加比一書                             | 瑪加伯上                             | ; 1 Maccabees |
| 馬加比二書                             | 瑪加伯下                             | ; 2 Maccabees |
| 馬加比三書                             | 瑪加伯三                             | ; 3 Maccabees |
| 所羅門智訓                             | 智慧篇                               |               |
| 便西拉智訓                             | 德訓篇                               |               |
| 巴錄書                                 | 巴路克書                             |               |
| 三童歌，又名亞薩利亞之禱言與我祖之歌頌 | 達尼爾書三章24-90節                  |               |
| 蘇撒拿傳                               | 達尼爾書第十三章（附錄：蘇撒納）     |               |
| 比勒與大龍                             | 達尼爾書第十四章（附錄：貝耳與大龍） |               |
| 耶利米書信                             | 收錄在巴路克書中                     |               |
| 以斯帖记補編                           | 收錄在艾斯德爾傳中                   |               |
| 瑪拿西禱言                             | 默拿舍祷言                           |               |

### 新约次经
新约次经:
1. 十二使徒遗训（Didache）：原名《十二使徒对外邦人所论主的教训》。约公元80－120年间，用问答式，记述学道者、受浸与擘饼等问题。
2. 革利免前书（Clement of Rome）：他是保罗的同伴。当哥林多信徒起纷争之后，革利免写信劝勉他们。大约是写于公元95年的。
3. 革利免后书：又名《古代训诫》（Ancient Homily），书名是伪托的，原来是120－140年间的一篇讲词。
4. 巴拿巴书：约写于公元90－120年间，见于西乃抄本中。
5. 依格那丢七书（Ignatius）：他是约翰的门生，在第2世纪初他任安提阿主教。他在他雅努皇时被诬控解往罗马，沿途得蒙教会的热切款待和慰问。因此，他在途中写了7封信，劝勉各教会要坚持正道、严斥异端。他约是在公元110年（117年）殉道的。
6. 波利甲书（Polycarp）：他是士每拿教会的主教。他于108年写了腓立比书信。最后在公元156年殉道。
7. 波利甲殉道记：大半写于公元156年。
8. 黑馬牧人書：115－140年，是一本巨著的启示录，等于教父们著作的总和，是早期基督教天路历程（罗16：14）。其中记有8个异像、12条命令、9个比喻、一章自修规则，被列入西乃古卷之后。何马是笔名。这本次经很受古教会的重视。
9. 帕皮亚残篇（Fragments of Papias）：有关耶稣言训的口头传统。

有人提出新约作者有时对次经有所影射，但新约不把次经放入里面，也没有把它们当作正典来引用。俄利根、耶柔米等教父都否认次经为正典。奥古斯丁的后期著作也拒绝了次经作为正典。没有一卷次经自称是上帝的启示。

### 书籍
- 林鴻信 著：《認識基督宗教》　校園書房出版社　台灣 2006年2月初版
- 宗教教育中心 《次經全書》 文林出版有限公司 註：American Bible Society for Chung Hua SKH 香港 1997年4月( 初版 )
- 鹿嶋春平太 著，趙佳誼、張明敏 譯：《圖解聖經》　商周出版　台灣 2003年12月
- 馬有藻 著：《次經概論》 基道書樓 香港 1988年5月再版
- 张久宣译，(1999)，《宗教文化丛书—圣经后典》，商务印书馆，北京。
- 宗教教育中心 《次經全書》 香港 2016年( 修訂版 )

## 延伸閱讀
- Harrington, Daniel J. Invitation to the Apocrypha. Grand Rapids, Mich.: W.B. Eerdmans Publishing Co., 1999. ISBN 978-0-8028-4633-4
- Roach, Corwin C. The Apocrypha: the Hidden Books of the Bible. Cincinnati, Oh.: Forward Forward Movement Publications, 1966. N.B.: Concerns the Deuterocanonical writings (Apocrypha), according to Anglican usage.

## 外部連結
- Prophecies in the Deuterocanonical books
- Protestants defending the Deuterocanonical books （页面存档备份，存于）
- Defending the Deuterocanonicals by Jimmy Akin （页面存档备份，存于）
- Five common arguments Protestants give for rejecting the Deuterocanonicals （页面存档备份，存于）
- Deuterocanon Use in New Testament
- Deuterocanonical books （页面存档备份，存于） – Full text from Saint Takla Haymanot Church Website (also available the full text in Arabic)
- The Apocrypha: Inspired of God? （页面存档备份，存于）